# Ocydromia stigmatica
Ocydromia stigmatica är en tvåvingeart som beskrevs av Frey 1953. Ocydromia stigmatica ingår i släktet Ocydromia och familjen puckeldansflugor.
Artens utbredningsområde är Myanmar. Inga underarter finns listade i Catalogue of Life.